# Počátky Přemyslovců. Vstup Čechů do dějin (530–935)
Počátky Přemyslovců. Vstup Čechů do dějin (530–935) jsou jedním z nejznámějších a nejvlivnějších děl předního českého historika druhé poloviny 20. století Dušana Třeštíka. Původně se mělo jednat pouze o přepracované vydání starší publikace z roku 1981, nakonec však vzniklo dílo zcela nové. Třeštík na něm pracoval v letech 1994–1996, vyšlo v Nakladatelství Lidové noviny roku 1997. Kniha je věnována památce Františka Palackého, „největšího z českých historiků, který vymyslel tento národ“, a zabývá se obdobím od příchodu Slovanů do střední Evropy po zavraždění knížete Václava roku 935.
Mezi originální teorie, které v knize Třeštík předložil (a nebyly všeobecně přijaty), patří:
- Legenda X – předpokládaná nedochovaná latinská legenda, ze které měli čerpat autoři většiny známých legend (kapitola III/12)
- Václavovo zabití mohla být náhoda, nemusela to být plánovaná vražda (kapitola IV/20, s. 434–435)

## Základní osnova díla
Text se dělí na čtyři rozsáhlé oddíly, z nichž v prvním – Příběhy Čechů – jsou rekonstruovány etnické pohyby ve střední Evropě a na Balkáně v průběhu pátého a šestého století, na jejichž základě Třeštík stanovuje datum slovanského obsazení Čech a Moravy přibližně k roku 530. Dále je rozebírána teorie českých kmenů (gentes) (Lemuzi, Charváti, Lučané atd.), jež je vyvrácena a nahrazena představou jediného kmene (gens) Čechů.
V druhém oddíle – Chronologie prvních Přemyslovců – autor analyzuje několik písemných zdrojů týkajících se nejstarších generací historických Přemyslovců, jedná se zejména o tzv. Kristiánovu legendu, legendu Fuit in provincia Bohemorum a Crescente fide, pomocí rozboru stanovuje přibližná životopisná data nejstarších Přemyslovců (např. narození knížete Bořivoje klade do let 852 až 854).
Ve třetí části knihy – Vražda Václava – se historik vrací ke starému sporu o datum smrti knížete Václava, aby se – opět na základě pečlivého kritického zkoumání pramenů – jednoznačně přiklonil k datu 28. září 935.
Poslední část – Příběh Přemyslovců – je syntézou poznatků z předchozích úvah, autor zde podává jednotnou a vnitřně soudržnou rekonstrukci dějů v Čechách a na Moravě (rozsáhlá kapitola o Velkomoravské říši) od počátku šestého století až po vznik Boleslavova českého státu po roce 935.

## Citace
„Ten příběh o českých dějinách, který vytvořil Palacký, stál na bludu romantismu, to co proti němu postavili Goll s Pekařem, bylo důsledkem pozitivistického bludu. Vždy jsou ale jiní, kteří se s touto opravárenskou činností nespokojují a zkoušejí – pohrávajíce si s možnostmi – nové hypotézy, které ovšem celkový obraz nedoplňují, nýbrž bourají. Ne všem se to podaří, ale jen tak vzniká něco nového a poznání se pohybuje.“
(str. 14)
„Tak vznikl před tisícem a padesáti sedmi léty první český stát. Na jeho počátku stojí bratrovražda, jeden z nejstrašnějších zločinů, které lidstvo zná. Proč pak ale mnoho bájných dějin začíná právě jí? Proč stojí na počátku dějin světovládného Říma tragédie Romula a Rema, na počátku biblických dějin Kain s Ábelem?“
(str. 448)

## Vydání
- TŘEŠTÍK, Dušan. Počátky Přemyslovců. Vstup Čechů do dějin (530-935). Praha: Nakladatelství Lidové noviny, 1997. 658 s. ISBN 80-7106-138-7.
- TŘEŠTÍK, Dušan. Počátky Přemyslovců. Vstup Čechů do dějin (530-935). Praha: Nakladatelství Lidové noviny, 2008. 658 s. ISBN 978-80-7106-138-0.